# Tequesta (Floride)

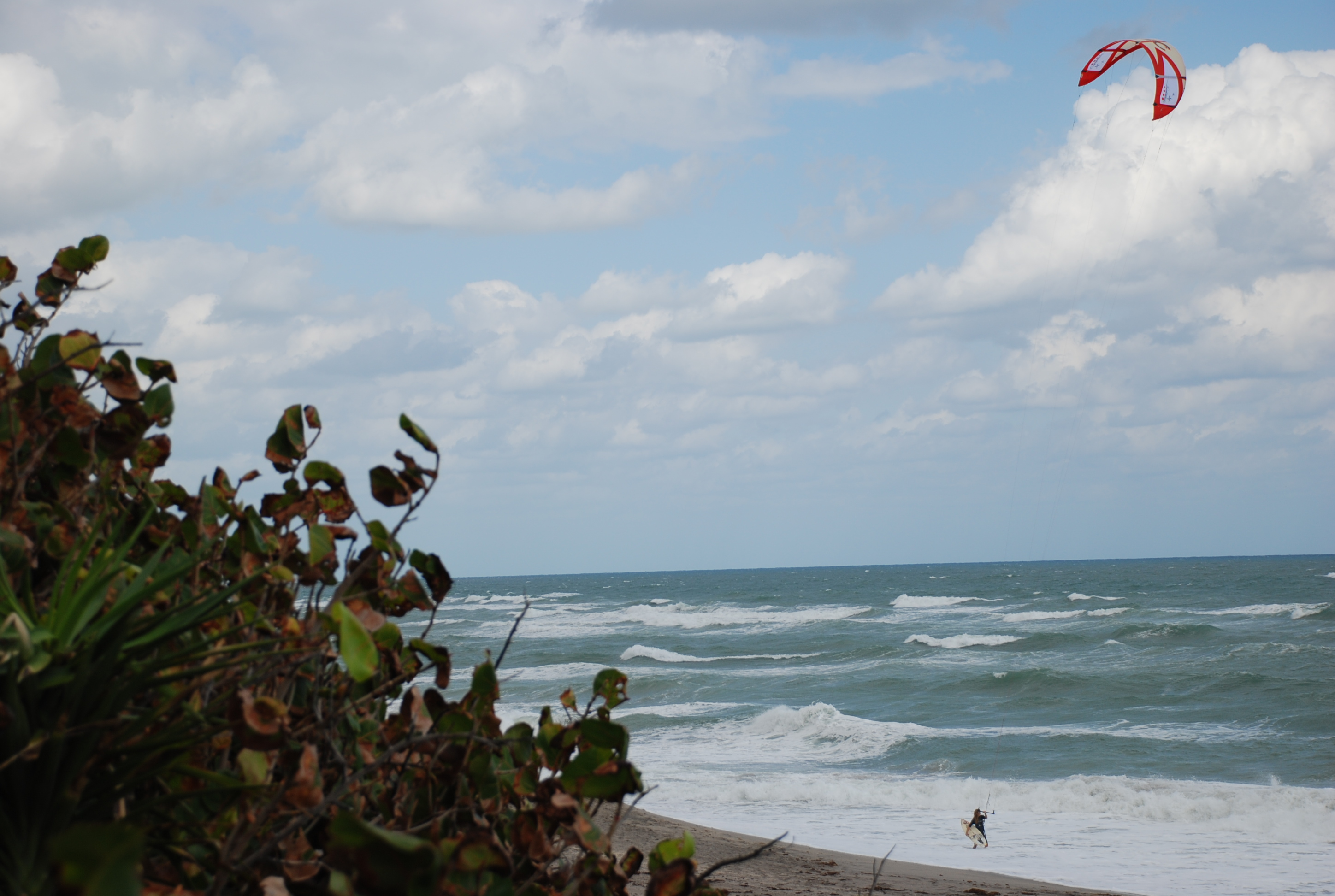
Tequesta

Tequesta est une ville américaine située dans le comté de Palm Beach en Floride.

## Démographie
| 1960 | 1970  | 1980  | 1990  | 2000  | 2010  |
| ---- | ----- | ----- | ----- | ----- | ----- |
| 199  | 2 642 | 3 685 | 4 499 | 5 273 | 5 629 |

En 2010, sa population est de 5 629 habitants.

## Source de la traduction
- (en) Cet article est partiellement ou en totalité issu de l’article de Wikipédia en anglais intitulé « Tequesta, Florida » (voir la liste des auteurs).